# Unisim
Unisim, do roku 2019 Softikon, známý především pod názvem Multikon, je balíček počítačových programů určených k simulaci řízení železniční dopravy z pohledu traťového dispečera. Vývojářem programů je Jan Konrad.

## Historie
První verze programu ze série Unisim vyšla v roce 1996 pod názvem Gordikon. Jednalo se o řízení železniční dopravy v oblasti stanice Bohumín. Druhá simulace, vydané v roce 2001, byla označena jako Multikon a další jako Multi-X, kde X byl identifikátor dané oblasti, skládající se z čísla, někdy doplněného o písmeno (např. 2N, 3U apod.). Obsahoval-li identifikátor písmeno, šlo ve většině případů o aktualizaci již existující oblasti, ať už do stavu v té době aktuálního, nebo do teoreticky možné budoucí podoby. Z tohoto systému značení pak pramení používání názvu Multikon pro všechny simulátory tohoto typu.
V minulosti od sebe byly jednotlivé programy odděleny. Z webových stránek programu je bylo možné stáhnout buď samostatně, nebo ve formě archivu. Dne 1. července 2019 byla vydána aktualizace, která všechny dříve samostatné simulace sdružila do jednoho programu, který funguje jako spouštěč, z něhož je dále uživatel přesměrován do příslušné oblasti.
Na začátku roku 2024 provozovatel webhostingu zveřejnil nová pravidla pro poskytování webhostingu zdarma, v jejichž důsledku byl provoz webu trvale ukončen.

## Oblasti
V lednu 2021 obsahoval Unisim celkem 24 oblastí:
| Označení | Označení do roku 2019 | Oblast                                                                       | Poznámky                                                                                     |
| -------- | --------------------- | ---------------------------------------------------------------------------- | -------------------------------------------------------------------------------------------- |
| GW       | Gordikon              | Bohumín                                                                      |                                                                                              |
| 00       | Multikon              | Nebákov–Lindava, Razová–Pláně                                                | fiktivní oblast s dvoukolejkou Nebákov–Lindava, ze které odbočuje jednokolejka Razová–Pláně. |
| 01       | Multi-1               | Rolava–Rejštejn a další                                                      | fiktivní oblast s dvoukolejkou Rolava–Rejštejn, ze které odbočuje několik jednokolejek.      |
| 02       | Multi-2               | Plzeň-Křimice – Lipová u Chebu                                               | stav před modernizací                                                                        |
| 2N       | Multi-2N              | Plzeň-Křimice – Lipová u Chebu                                               | stav po modernizaci                                                                          |
| 03       | Multi-3               | Praha-Běchovice – Velim                                                      | stav přibližně z roku 2004                                                                   |
| 3N       | Multi-3N              | Praha-Běchovice – Velim                                                      | stav po modernizaci úseku Praha-Libeň – Praha-Běchovice                                      |
| 3U       | Multi-3U              | Praha-Běchovice – Velim                                                      | stav po modernizaci úseku Praha-Běchovice – Úvaly                                            |
| 04       | Multi-4               | Brno                                                                         |                                                                                              |
| 4T       | –                     | Brno                                                                         | teoreticky možná budoucí podoba                                                              |
| 4U       | –                     | Brno                                                                         | teoreticky možná budoucí podoba s předjízdnou skupinou v Brně-Maloměřicích                   |
| 05       | Multi-5               | Ústí nad Labem                                                               |                                                                                              |
| 6A       | Multi-6A              | Boletice nad Labem – Štětí                                                   |                                                                                              |
| 6B       | Multi-6B              | Liběchov – Lysá nad Labem, Lysá nad Labem – Milovice                         |                                                                                              |
| 6C       | Multi-6C              | Kostomlaty nad Labem – Velký Osek                                            |                                                                                              |
| 6E       | –                     | Liběchov – Lysá nad Labem, Lysá nad Labem – Milovice                         | stav s doplněnou východní kolejovou skupinou ve Všetatech                                    |
| 6T       | –                     | Kostomlaty nad Labem – Velký Osek                                            | teoreticky možná budoucí podoba                                                              |
| 07       | Multi-7               | Praha hlavní nádraží                                                         |                                                                                              |
| 08       | Multi-8               | Kolín                                                                        |                                                                                              |
| 09       | Multi-9               | Praha-Hostivař – Benešov u Prahy                                             |                                                                                              |
| 11       | –                     | Praha Masarykovo nádraží – Praha-Libeň                                       |                                                                                              |
| 12       | –                     | Praha Masarykovo nádraží – Jeneč, Praha-Ruzyně – Praha-Letiště Václava Havla | teoreticky možná budoucí podoba                                                              |
| 13       | –                     | Třebovice v Čechách – Červenka                                               |                                                                                              |
| 14       | –                     | Štěpánov – Brodek u Přerova                                                  |                                                                                              |

## Rozšíření

### Pomůcky
Vzhledem k faktu, že práce s grafikonem a jeho následné spuštění je poměrně složitý proces, vznikly k tomu různé pomůcky ve formě externích programů:
- Grafik – prohlížeč nákresného jízdního řádu, vydáván autorem Unisimu[8]
- MultiStartér – program zesnadňující spouštění simulátoru s vlastním grafikonem[7]

### Neveřejná verze
Na základě spolupráce se Střední školou elektrotechniky a strojírenství v Praze byla vyvinuta verze programu s rozšířenými funkcemi, která je využívána pouze pro výukové účely přímo ve škole.